# Idiodes tenuicorpus
Idiodes tenuicorpus är en fjärilsart som beskrevs av Louis Beethoven Prout 1916. Idiodes tenuicorpus ingår i släktet Idiodes och familjen mätare. Inga underarter finns listade i Catalogue of Life.